# Zodarion cyrenaicum
Zodarion cyrenaicum là một loài nhện trong họ Zodariidae.
Loài này thuộc chi Zodarion. Zodarion cyrenaicum được J. Denis miêu tả năm 1935.